# St Cross College w Oksfordzie
St Cross College (Kolegium Świętego Krzyża) – jedno z kolegiów wchodzących w skład University of Oxford. Ma status all-graduate college, co oznacza, iż studiować mogą w nim wyłącznie osoby posiadające wcześniej co najmniej licencjat. Kolegium zostało utworzone w 1965 z inicjatywy władz centralnych Uniwersytetu. Miało to związek z sytuacją, w której do Oksfordu trafiało coraz więcej osób chcących podjąć studia II lub III stopnia (magisterskie lub doktoranckie), natomiast istniejące dotąd kolegia nie miały wystarczająco dużej liczby miejsc dla słuchaczy tego typu studiów. Nazwa kolegium pochodzi od ulicy, przy której się mieści (St Cross Street).
Na tle innych oksfordzkich kolegiów, St Cross wyróżnia się szczególnie partnerskimi relacjami panującymi między studentami a kadrą. Symbolem tego etosu w życiu codziennym Kolegium są wspólne dla obu tych grup pomieszczenia takie jak jadalnie, czytelnie itd. Około 70% studentów Kolegium stanowią obecnie osoby pochodzące spoza Wielkiej Brytanii. 

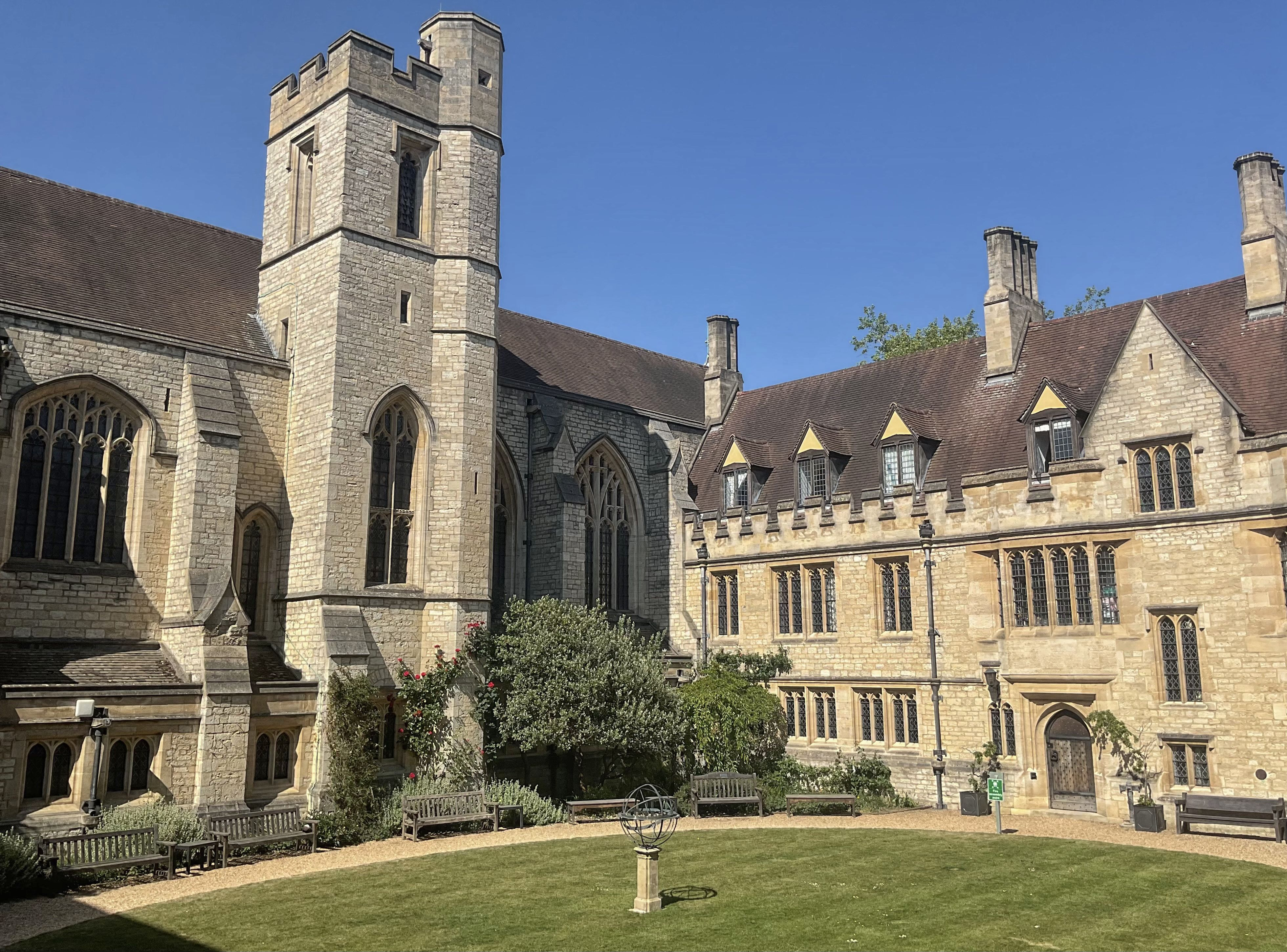
Budynek Kolegium widziany z dziedzińca